# John Bunny

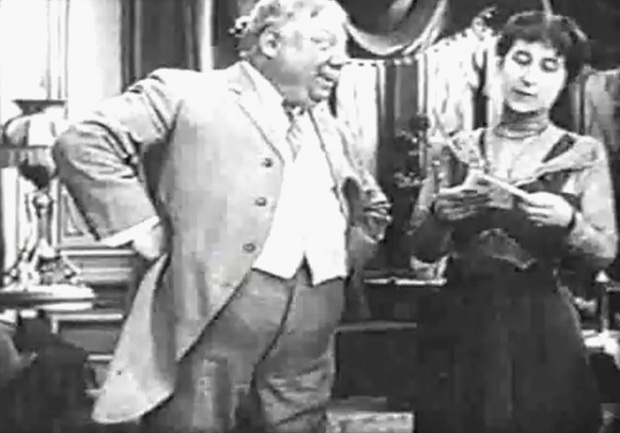
John Bunny i Flora Finch a A Cure for Pokeritis (1912)

John Bunny (Brooklyn, 21 de setembre de 1863- New Rochelle, 26 d'abril de 1915) va ser un actor nord-americà de teatre i cinema mut. De figura molt grassa (pesava prop de 100 kg tot i ser baix) i amb l'aparença d'un gnom, va ser la primera estrella còmica mundialment reconeguda.

## Biografia
Va néixer a Brooklyn fill d'un oficial naval britànic que s'havia instal·lat als Estats Units. Va arribar a estudiar la carrera eclesiàstica fer diferents oficis abans de convertir-se en actor. Als 20 anys ja treballava en espectacles de vodevil, musicals o òperes còmiques. En el teatre, va treballar amb actors o actrius com Roland Reed, Sol Smith Russell, Annie Russell, Maude Adams, Hattie Williams o Lew Fields. Entre 1897 i 1898 va ser el director de la Grand Opera House de Salt Lake City i després, entre 1898 i 1905 va ser el director i manager de les produccions de William A. Brady. La temporada 1905-06 va estar amb Henry W. Savage amb "Easy Dawson", la següent va forma part de l'elenc de "A Mid-Summer Night's Dream"; la del 1907-08 va estar amb la Opera Company d'Henry W. Savage fent "Tom Jones" i la següent temporada en la companyia de Hattie Williams en "Fluffy Ruffles". Es trobava amb la companyia de Lew Fields fent "Old Dutch" quan l'any 1909, després de 25 anys al teatre, va ser contractat per la productora Vitagraph. Hi ha diferents versions sobre com va arribar al cinema. Segons Albert E. Smith, director de la Vitagraph, cert dia va arribar als estudis demanant treballar per uns honoraris (40 dòlars) que eren aproximadament una quarta part del que guanyava al teatre. La seva primera pel·lícula va ser Doctor Cupid Bunny va tenir un gran èxit de manera quasi instantània i cap al 1912 ja cobrava alavora de 1000 dòlars a la setmana. Tot i que a la Vitagraph va haver de fer moltes feines i fins i tot va ajudar a construir i pintar decorats, pertànyer a aquesta companyia el va ajudar, ja que va ser la primera productora a divulgar el nom dels seus actors, ajudant que ben aviat el seu nom fos conegut a tot el món. Tenia fans fins i tot a Rússia, on era conegut com a “Poxon”.
Bunny interpretava un personatge de mitjana edat, irascible, misogin i orgullós de la seva fisonomia. De la seva experiència teatral, Bunny va portar al cinema un cert sentit dickensià de la comèdia a la que convertia en una sàtira de personatges i costums. Solia representar un marit de classe mitjana que tenia problemes amb la seva dona. Tot i que va treballar amb diverses actrius, la seva principal partenaire va ser Flora Finch, la fisonomia de la qual, alta i angulosa, contrastava amb la de Bunny. Els seus curts junts eren coneguts com els “Bunnyfinches”. Va ser molt detestat pels seus companys, inclosa Flora Finch, que el consideraven arrogant i de difícil tracte.
Entre les seves pel·lícules destaca The New Stenographer (1911), Troublesome Secretaries (1911) Vanity Fair (1911), Stenographer Wanted (1912), A Cure for Pokeritis (1912), Chumps (1912), The Feudists (1913), Pickwick Papers (1913) o Love, Luck and Gasoline (1914). Bunny va treballar per a la Vitagraph fins a l'hivern de 1914. A començaments de 1915 va iniciar una gira de vuit setmanes amb el seu espectacle “Bunny in Funnyland”, una comèdia musical, que no va ser un èxit i va acabar abans d'hora. La seva intenció era prendre’s unes vacances abans de tornar a la Vitagraph però va caure malalt i va morir de la malaltia de Bright als 51 anys el 26 d'abril de 1915. La seva mort va ser primera plana de diaris de tot el món, però pocs anys després havia sigut completament oblidat. Havia realitzat més de 150 pel·lícules, la majoria d'una o mitja bobina, de les que actualment se'n conserven unes poques.

## Filmografia

### 1909
- Cohen's Dream
- Cohen at Coney Island

### 1910
- Cupid and the Motor Boat
- Davy Jones and Captain Bragg
- Captain Barnacle's Chaperone
- Jack Fat and Jim Slim at Coney Island
- He Who Laughs Last
- In Neighboring Kingdoms

### 1911
- Doctor Cupid
- Davy Jones in the South Seas
- A Queen for a Day
- The New Stenographer
- A Tale of Two Cities
- Captain Barnacle's Courtship
- Davy Jones; o His Wife's Husband
- A Widow Visits Springtown
- An Unexpected Review
- The Wooing of Winifred
- The Leading Lady
- Troublesome Secretaries
- Soldiers Three; o When Scotch Soldier Laddies Went in Swimming
- Proving His Love; o The Ruse of a Beautiful Woman
- Teaching McFadden to Waltz
- Two Overcoats
- The Latent Spark
- The Woes of a Wealthy Widow
- In the Arctic Night
- The Subduing of Mrs. Nag
- The Return of 'Widow' Pogson's Husband
- Treasure Trove
- The Clown's Best Performance
- The One Hundred Dollar Bill
- Intrepid Davy
- Captain Barnacle's Baby
- My Old Dutch
- The Wrong Patient
- Her Crowning Glory
- The Tired, Absent-Minded Man
- His Sister's Children
- Her Hero
- Ups and Downs
- The Missing Will
- Selecting His Heiress
- Kitty and the Cowboys
- Madge of the Mountains
- The Gossip
- The Politician's Dream
- A Slight Mistake
- The Ventriloquist's Trunk
- Vanity Fair
- The Old Doll
- In the Clutches of a Vapor Bath

### 1912
- Captain Jenks' Dilemma
- Chumps
- Captain Barnacle's Messmates
- The First Violin
- Umbrellas to Mend
- Bunny and the Twins
- A Cure for Pokeritis
- Stenographers Wanted
- Irene's Infatuation (1912)
- The First Woman Jury in America
- Mr. Bolter's Infatuation
- The Suit of Armor
- His Mother-in-Law
- The Unknown Violinist
- Burnt Cork
- At Scrogginses' Corner
- Captain Jenks' Diplomacy
- Working for Hubby
- How He Papered the Room
- Red Ink Tragedy
- Thou Shalt Not Covet
- Leap Year Proposals
- Diamond Cut Diamond
- An Eventful Elopement
- Who's to Win?
- Pandora's Box
- Chased by Bloodhounds
- Her Old Sweetheart
- A Persistent Lover
- Martha's Rebellion
- The Awakening of Jones
- Suing Susan
- Bunny and the Dogs
- The Bogus Napoleon
- The Lovesick Maidens of Cuddleton
- Two Cinders
- Bunny's Suicide
- Bachelor Buttons
- Bunny All at Sea
- Bunny at the Derby
- Michael McShane, Matchmaker
- Doctor Bridget
- Who Stole Bunny's Umbrella?
- Ida's Christmas
- Freckles

### 1913
- Bunny Blarneyed; o The Blarney Stone
- Mr. Bolter's Niece
- Three Black Bags
- Ma's Apron Strings
- And His Wife Came Back
- Stenographer's Troubles
- The Man Higher Up
- The Locket; o When She Was Twenty
- Suspicious Henry
- The Pickwick Papers
- Hubby Buys a Baby
- His Honor, the Mayor
- The Wonderful Statue
- He Answered the Ad
- Bunny's Honeymoon
- The Fortune
- Seeing Double
- There's Music in the Hair
- Bunny Versus Cutey
- Cupid's Hired Man
- Bunny and the Bunny Hug
- Bunny's Birthday Surprise
- Bunny as a Reporter
- His Tired Uncle
- Bunny's Dilemma
- One Good Joke Deserves Another
- Love's Quarantine
- A Millinery Bomb
- Hubby's Toothache
- The Pickpocket
- A Gentleman of Fashion
- When the Press Speaks
- Those Troublesome Tresses
- The Feudists
- Which Way Did He Go?
- The Adventure of the Shooting Party
- John Tobin's Sweetheart
- Bunny for the Cause
- The Autocrat of Flapjack Junction
- The Pirates
- Flaming Hearts
- The Schemers
- The Girl at the Lunch Counter
- The Golf Game and the Bonnet

### 1914
- The Misadventures of a Mighty Monarch]'
- Bunny's Mistake
- Love's Old Dream
- Bunny's Birthday
- A Change in Baggage Checks
- Bunny's Scheme
- Love, Luck and Gasoline
- Tangled Tangoists
- Setting the Style
- Bunco Bill's Visit
- The Old Fire Horse and the New Fire Chief
- Mr. Bunny in Disguise
- Bunny Buys a Harem
- Bunny's Swell Affair
- Mr. Bunnyhug Buys a Hat for His Bride
- Father's Flirtation
- The Old Maid's Baby
- A Train of Incidents
- The Vases of Hymen
- Pigs Is Pigs
- Private Bunny
- The Locked House
- Polishing Up
- The Honeymooners
- Such a Hunter
- Hearts and Diamonds
- Bunny Backslides
- Bunny's Little Brother
- A Strand of Blond Hair